# Убенра
Убенра — давньоєгипетський фараон з XIV династії.